# Shanus
Shanus là một chi nhện trong họ Linyphiidae.